# ادوارد وود
ادوارد وود (انگلیسی: Edward Wood, 1st Earl of Halifax; ۱۶ آوریل ۱۸۸۱ – ۲۳ دسامبر ۱۹۵۹) سیاست‌مدار اهل بریتانیا بود.
وی از سال ۱۹۳۸ تا ۱۹۴۰ وزیر امور خارجه بریتانیا بوده، وود همچنین برندهٔ جوایزی همچون نشان مریت و نشان بند جوراب شده‌است.